# Giorgio Grassi
Giorgio Grassi (* 27. Oktober 1935 in Mailand, Italien) ist ein italienischer Architekt.

## Bedeutung
Giorgio Grassi wird als ein Hauptvertreter des neueren italienischen Rationalismus angesehen. In seinen Werken beschäftigt er sich seit den 1970er Jahren unter anderem damit, wie historische Bauten und Städte so weitergedacht und ergänzt werden können, dass ein intensiver Dialog, aber kein Gegensatz zwischen Alt und Neu entsteht. Damit steht er im Widerspruch zu postmodernen Moden und Experimenten und zum heutigen Starkult in der Architektur. In seinen Schriften beschäftigt er sich unter anderem mit den Themen der Rekonstruktion und der „alten Stadt“.
1997 wurde ihm die Ehrenmitgliedschaft im Bund Deutscher Architekten BDA verliehen.

## Werk

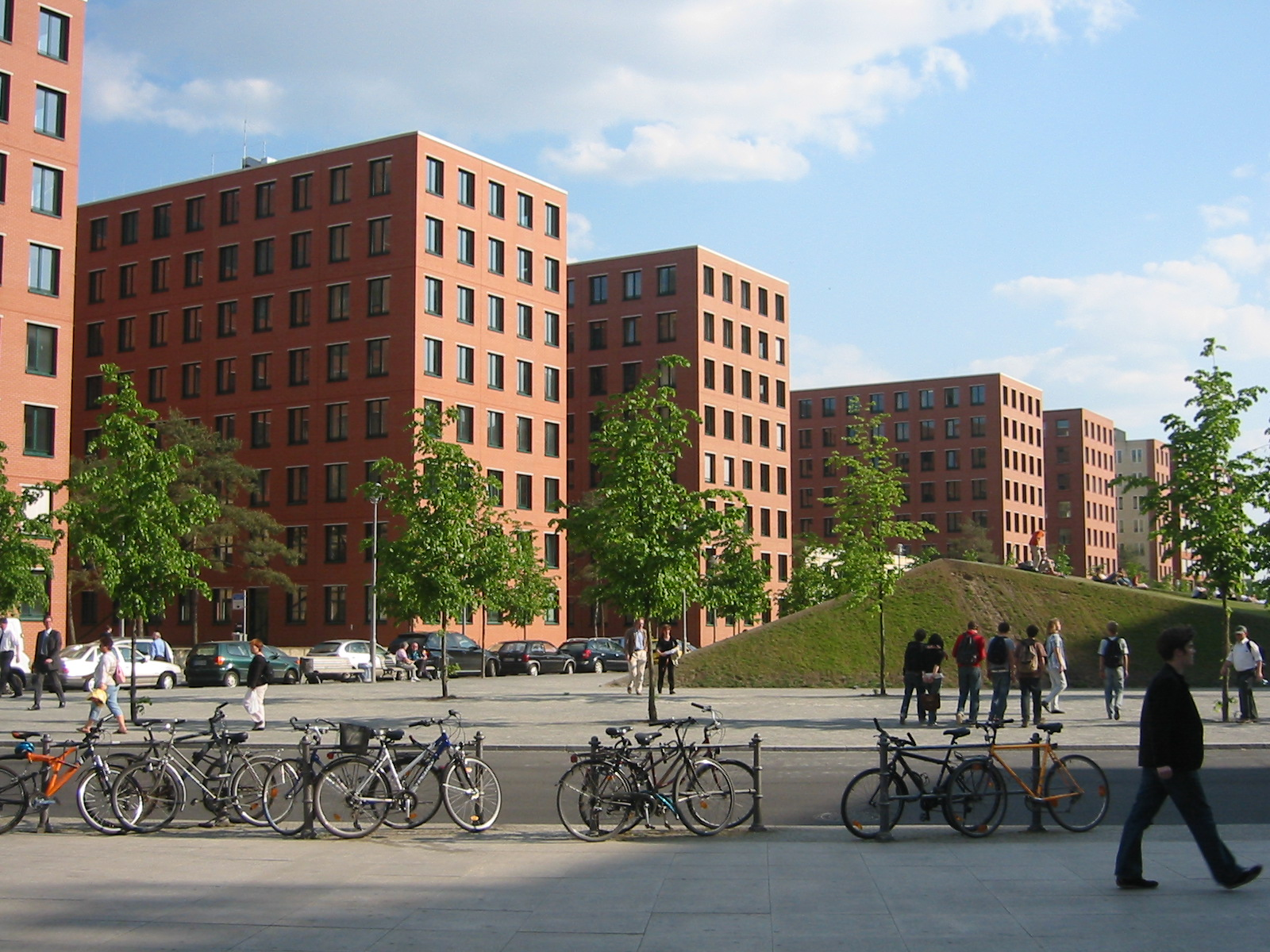
Park Kolonnaden, Berlin 1996

### Ausgeführte Entwürfe (Auswahl)
- 1962: Haus am See, Marone
- 1980er Jahre: Stadtvilla Thomas-Dehler-Straße, Internationale Bauausstellung 1987 (IBA '87), Berlin-Tiergarten
- 1986–1994: Umbau des Römischen Theaters von Sagunto
- 1992: Bibliothek Groningen
- 1996; Städtebaulicher Entwurf A+T Projekt, Park Kolonnaden am Potsdamer Platz, Berlin

### Nicht ausgeführte Entwürfe (Auswahl)
- Erweiterung des Neuen Museums Berlin, 1992, 1. Platz

### Publikationen
- Giorgio Grassi: Ausgewählte Schriften 1970–1999. Luzern 2002.